# ГЕС Ідамалаяр
ГЕС Ідамалаяр — гідроелектростанція на півдні Індії у штаті Керала, розташована на однойменній річці, яка є правою притокою Періяр (впадає в Лаккадівське море дещо на північ від столиці штату міста Кочі).
У межах проекту річку перекрили бетонною гравітаційною греблею висотою 102 метри і довжиною 373 метри, яка потребувала 880 тис. м3 матеріалу. Вона утримує велике сховище з площею поверхні 28,3 км2 та об'ємом 1090 млн м3 (корисний об'єм 1018 млн м3), в якому можливе коливання рівня поверхні в операційному режимі між позначками 115 та 169 метр НРМ.
Додатковий ресурс сюди може надходити з півночі, зі сховища Poringalkuthu, створеного на річці Чалакуді, яка приєднується праворуч до Періяр неподалік від впадіння останньої у море. Ця водойма передусім працює на власну ГЕС Poringalkuthu, проте має затоку, витягнуту на південь по долині лівої притоки Чалакуді річки Анакаямар (можливо відзначити, що в останню скидається відпрацьована вода з ГЕС Шолаяр). Зазначена затока з'єднана зі сховищем Ідамалаяр відкритим каналом, який дозволяє транспортувати ресурс у випадку переповнення Poringalkuthu.
Від сховища через гірський масив лівобережжя Ідамалаяр прокладено дериваційний тунель довжиною 1,8 км, який на завершальному етапі переходить у два напірні водоводи завдовжки по 165 метрів з діаметром по 2,9 метра. Вони живлять дві турбіни типу Френсіс потужністю по 37,5 МВт, які працюють при напорі від 74 до 127 метрів (номінальний напір 109 метрів) та забезпечують виробництво 380 млн кВт-год електроенергії на рік.
Продукція видається до мережі по ЛЕП, розрахованих на роботу під напругою 110 та 66 кВ.